# Marek Maria Karol Babi

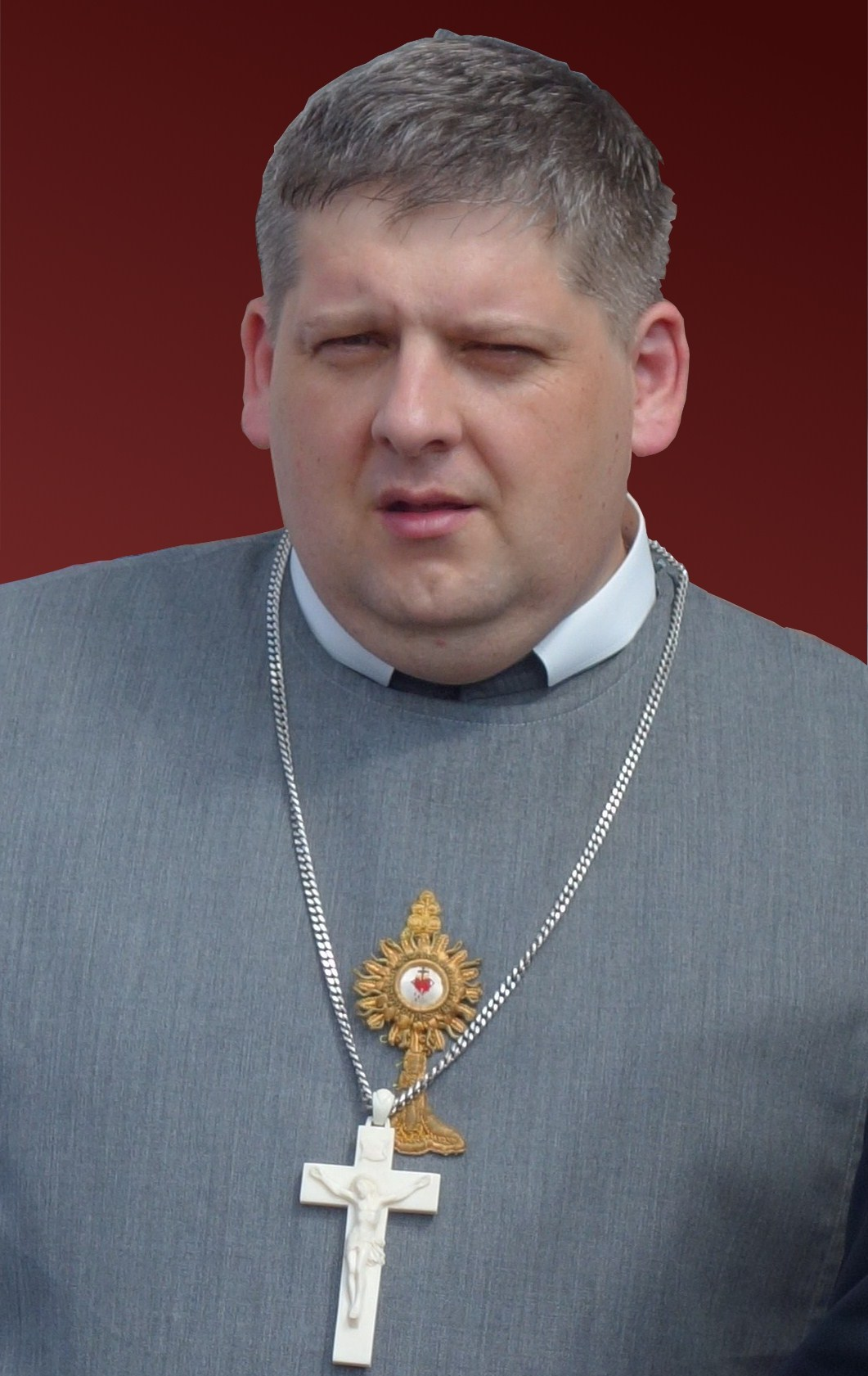
Marek Maria Karol Babi (2018)

Marek Maria Karol Babi (* 10. Mai 1975 in Skierniewice) ist ein polnischer Bischof der Altkatholischen Kirche der Mariaviten. In den Jahren 2015–2023 Leitender Bischof der Altkatholischen Kirche der Mariaviten. Derzeit Pfarrer in Wierzbica.

## Werdegang
Babi absolvierte 2013 die Theologische Fakultät der Christlich-Theologischen Akademie in Warschau und verteidigte seine Masterarbeit mit dem Titel Kongregation der Schwestern der ewigen Anbetung der Barmherzigkeit in den Jahren 1906–2009 unter der Aufsicht von Pater Mirosław Michalski. 2015 schloss er ein Aufbaustudium an der Fakultät für Pädagogik des ChAT im Bereich der Vorschulerziehung ab. In den Jahren 2007 bis 2015 war er Sekretär des Rates der Altkatholischen Kirche der Mariaviten.